# レスリー・ヴォルテール
レスリー・ヴォルテール（仏: Leslie Voltaire, 1949年7月11日 - ）は、ハイチの政治家、建築家。2024年4月から大統領代行機関である暫定大統領評議会のメンバーを務めており、また同年10月7日から2025年3月7日まで議長を務めた。
フランス語、ハイチ語、英語、スペイン語が堪能。

## 経歴
ポルトープランス出身。メキシコ国立自治大学で建築学の学位を取得後、コーネル大学で地域開発の学位を取得。コーネル大学ではフルブライト・プログラムの奨学生として入学した。
ヴォルテールはハイチの建築家として40年間活躍している。ハイチ大学建築学科教授として15年間、教鞭を取った。ハイチの独裁者であったジャン＝クロード・デュヴァリエと親交が深かったことが政界進出を果たすきっかけとなった。1990年に国会議員として当選し、ジャン＝ベルトラン・アリスティド政権の国家教育・スポーツ担当大臣として入閣。1995年にアリスティド政権の大統領補佐官になり、ルネ・プレヴァル政権下で1996年にインフラ担当政治顧問に就任。外務大臣も務め、2009年に国連ハイチ特使としてビル・クリントン元米大統領と会談を行っている。
2010年、ヴォルテールはハイチ地震の復興を主導した人物の1人となった。2011年ハイチ総選挙では連続当選を果たすが、不正を疑われた。2022年、大統領選挙の早期実施を定めたモンタナ協定を執行委員会の一員として、締結させている。
汚職疑惑が持ち上がったため輪番制の順番が入れ替えられ、2024年10月7日にはスミス・オーギュスタンを除外し、ヴォルテールが暫定大統領評議会議長が選出された。しかし前任者のエドガール・ルブラン・フィスは汚職事件が未解決であることを理由に政権移譲の署名を拒否している。
2025年3月7日、暫定大統領評議会議長を退任した。後任はフリッツ・ジャンが務める。